# Eekhoorn (zoogdier)
De eekhoorn, rode eekhoorn of gewone eekhoorn (Sciurus vulgaris) is een knaagdier uit de familie van de eekhoorns (Sciuridae). De wetenschappelijke naam van de soort werd in 1758 gepubliceerd door Carl Linnaeus. Het is in Europa de meest voorkomende eekhoornsoort.

## Kenmerken

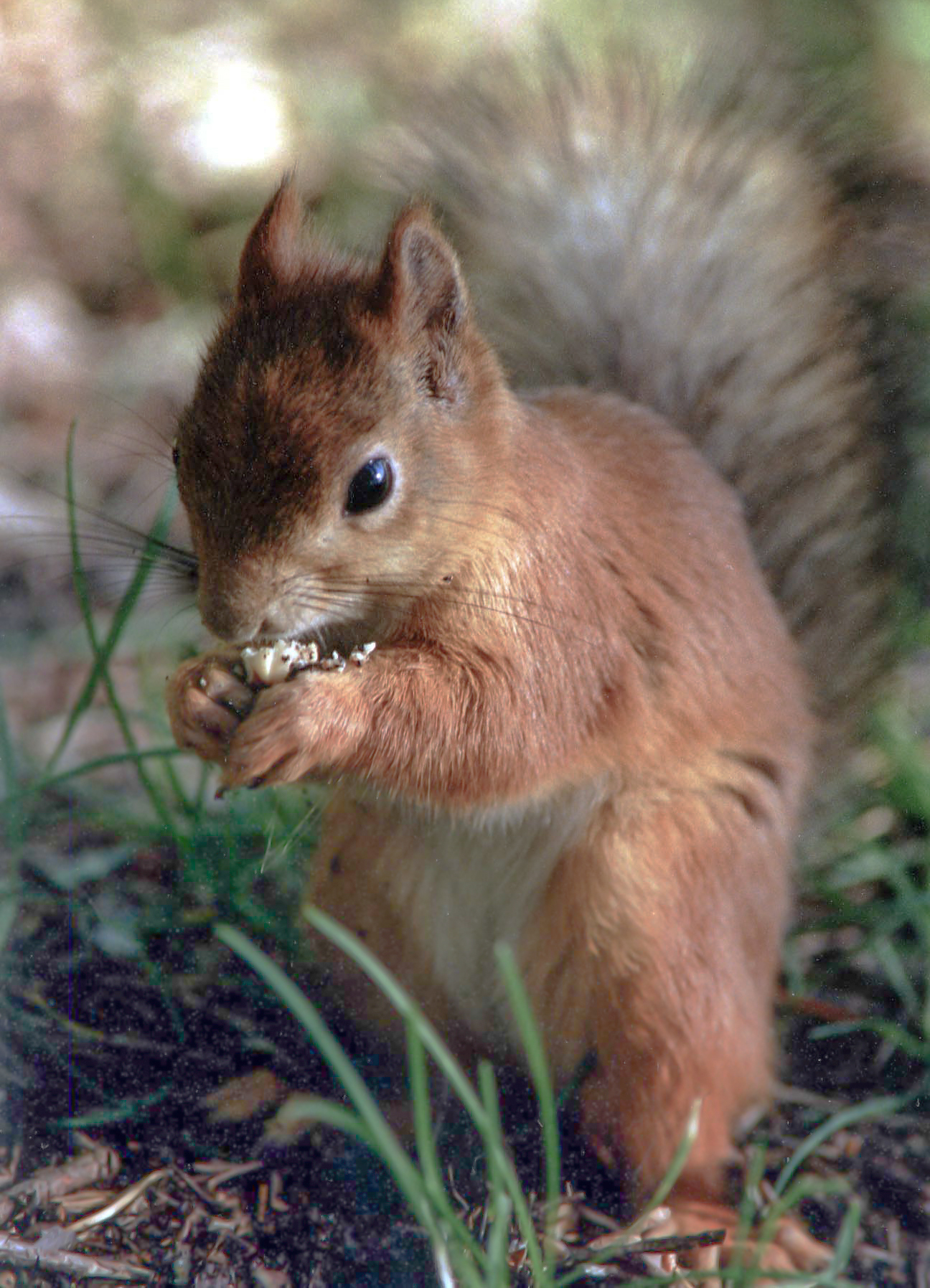
Een eekhoorn eet een noot

De eekhoorn is 20 tot 28 centimeter lang en 250 tot 350 gram zwaar. De borstelige pluimstaart is 15 tot 20 centimeter lang. Het is een omnivoor, die tot de knaagdieren behoort.
Anders dan de naam doet vermoeden, kan de vachtkleur variëren van zwart tot gelig, met allerlei tinten rood en bruin daartussen. Melanisme komt voor, maar de mate waarin individuen melanistisch zijn verschilt per regio. Gewoonlijk zijn de dieren roodbruin met een witte buikzijde, 's winters meer grijzig donkerbruin. De kleur wordt ook grijsachtiger naarmate de eekhoorn ouder wordt. De oorpluimen vallen vooral in de winter op. Een eekhoorn kan de haren op de pluimstaart opzetten.

## Leefwijze

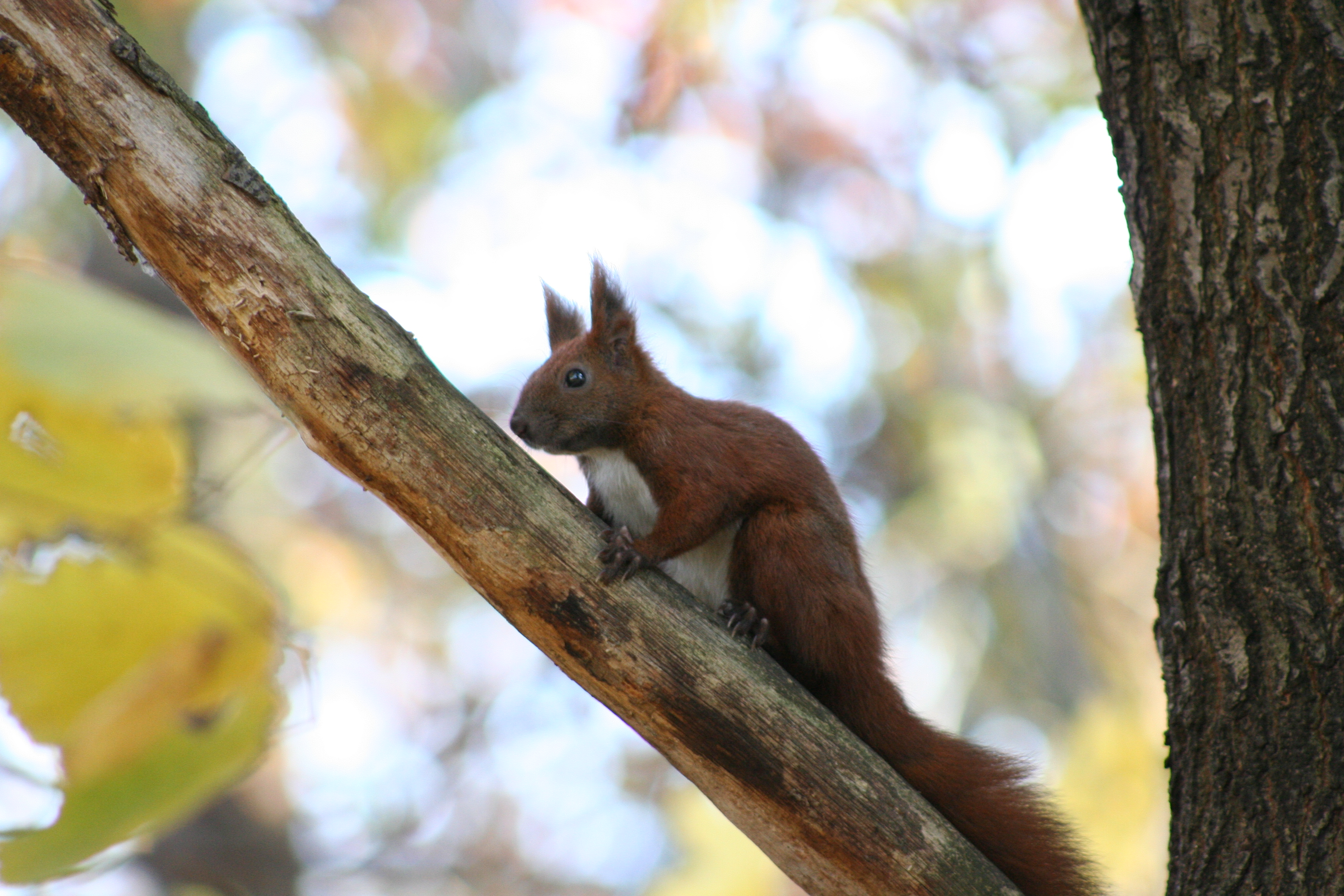
Eekhoorn op een tak

Met zijn lange, gekromde klauwen kan hij makkelijk in bomen klimmen en van tak naar tak springen. Tijdens een sprong spreidt hij zijn ledematen, waarbij de losse huid op de flanken het dier helpt in de lucht te blijven. De pluimstaart dient als roer, waarmee hij zijn sprong kan sturen. Ook kan hij goed zwemmen. De lange staart, de elegante wijze van voortbewegen en de pluimpjes op de oren geven hem een hoge aaibaarheidsfactor.
De eekhoorn voedt zich met plantaardig materiaal als noten en zaden van sparren en pijnbomen. Verder eet hij knoppen, paddenstoelen, stukken boomschors, en soms dierlijk materiaal, als insecten, eieren en zelfs jonge vogels. Ook eet hij aarde om mineralen binnen te krijgen. De eekhoorn eet dagelijks vijf procent van zijn lichaamsgewicht aan voedsel. Net als veel andere knaagdieren leggen eekhoorns wintervoorraden aan.
De eekhoorn is een dagdier, dat zich meestal vlak na zonsopgang al laat zien. Hij is voornamelijk na zonsopgang en vlak voor zonsondergang actief. 's Winters laat hij zich alleen 's ochtends zien.
De eekhoorn houdt geen winterslaap, maar wel een winterrust: bij gure dagen houdt hij zich in zijn nest verborgen en op betere dagen bezoekt hij 's ochtends zijn wintervoorraad die hij op diverse plaatsen aangelegd heeft.

### Nest
De eekhoorn maakt vaak gebruik van oude nesten van andere eekhoorns. Een eekhoornnest is rond met een diameter van dertig centimeter, en bevindt zich in een boom, op minstens zes meter hoogte, vlak bij de boomstam. Soms wordt een nest op een tak gemaakt, of in een holle boom. De buitenste zijde van het nest wordt gemaakt van twijgen, en de binnenzijde wordt bekleed met mos en gras. Nesten waarin de jongen worden geboren, zijn bekleed met een dikkere laag.

### Levensverwachting
Eekhoorns worden 3 tot 7 jaar in het wild, en tot tien jaar in gevangenschap.

### Vijanden
De belangrijkste natuurlijke vijanden zijn marters, roofvogels en huishonden en -katten. Ook sterven dieren door verhongering en auto-ongelukken. Vooral in hun eerste jaar sterven veel dieren. Om aan zijn vijanden te ontkomen rent de eekhoorn spiraalsgewijs omhoog tegen een boom.

### Sociaal gedrag en voortplanting

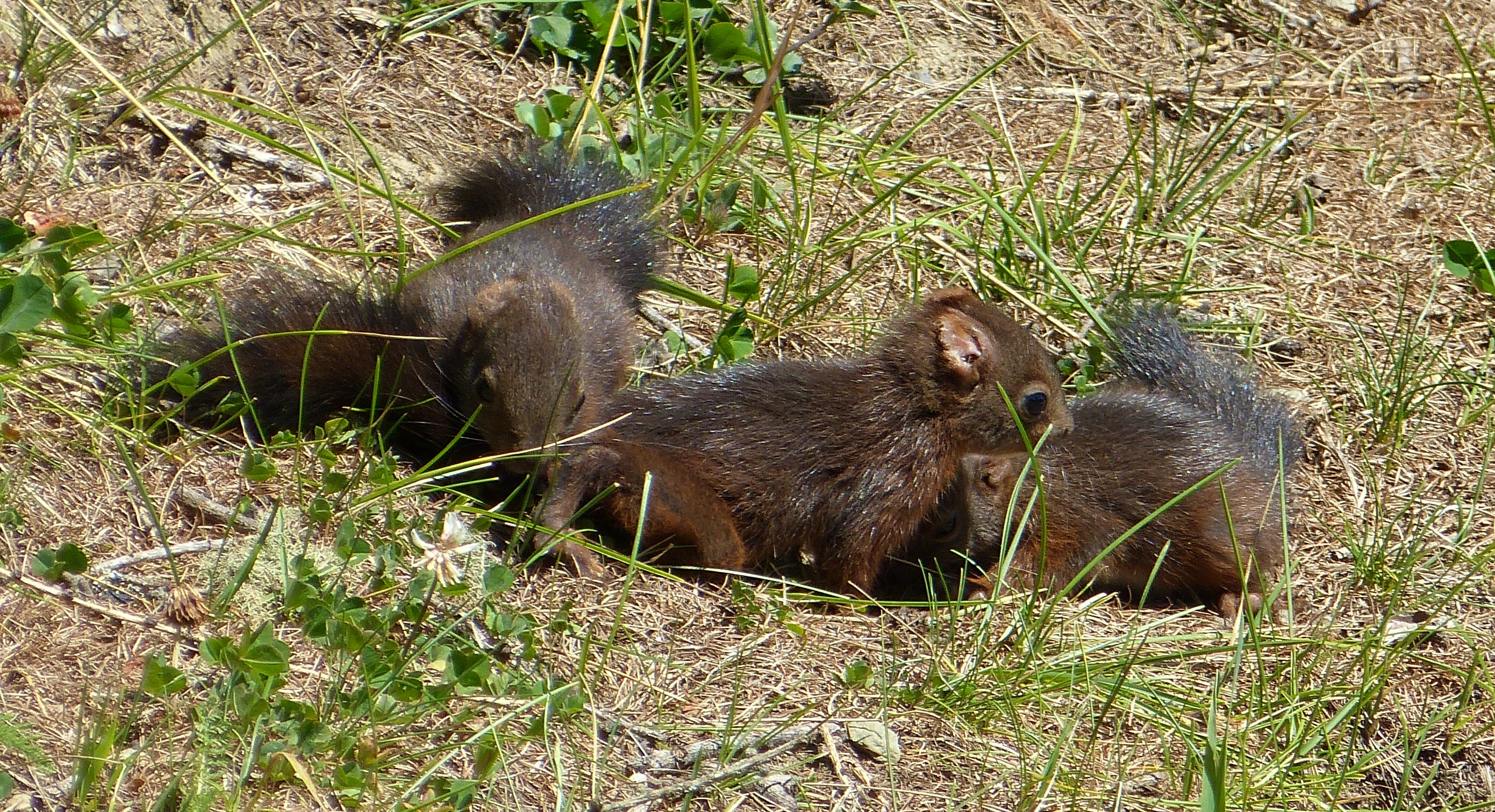
Jonge eekhoorns

De woongebieden overlappen elkaar. Vooral in de winter, waarin de woongebieden groter zijn, is er veel overlap tussen de woongebieden. Vrouwtjes wonen meer verspreid van elkaar dan mannetjes, waardoor overlap tussen de woongebieden van vrouwtjes minder voorkomt. In de paartijd jagen de mannetjes achter elkaar aan, mogelijk om een hiërarchie tussen de mannetjes vast te stellen en zo het recht om te mogen paren te verwerven.
De paartijd is op zijn hoogtepunt tussen januari en maart. De draagtijd duurt 38 dagen. Meestal worden de jongen tussen maart en mei geboren, mits er voldoende voedsel is. Anders worden de jongen tussen juli en september geboren.
Per worp krijgt een vrouwtje één tot acht jongen (gemiddeld drie). De jongen wegen bij de geboorte tien tot vijftien gram. Alleen het vrouwtje zorgt voor de jongen. Bij verstoring draagt het vrouwtje de jongen uit het nest. Na zeven tot acht weken begeven ze zich voor het eerst buiten het nest, en na zeven tot tien weken zijn ze gespeend. Als de jongen tien tot zestien weken oud zijn, zijn ze onafhankelijk. De dieren zijn over het algemeen na tien tot twaalf maanden geslachtsrijp.

## Verspreiding en leefgebied

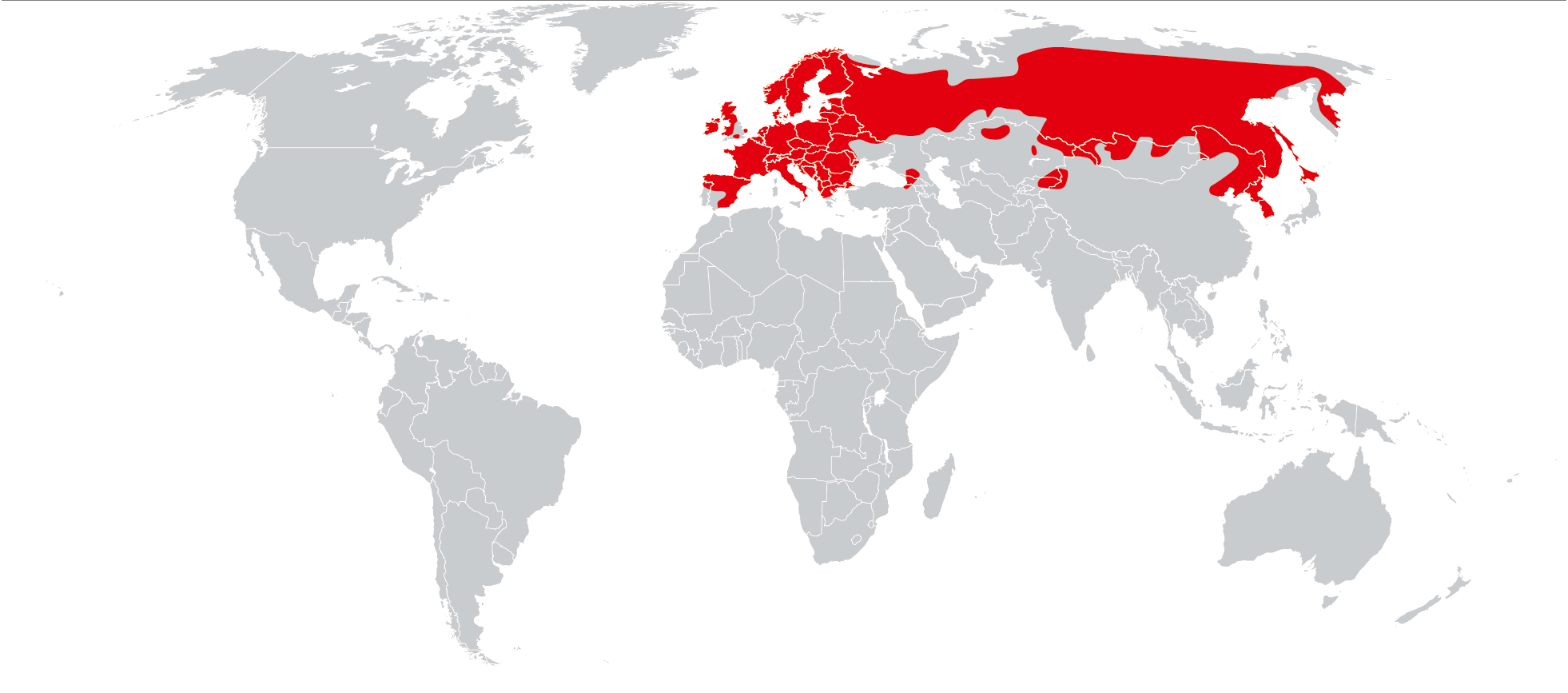
Verspreidingsgebied van de (gewone) eekhoorn: vrijwel geheel Eurazië ten noorden van de Himalaja

De eekhoorn leeft voornamelijk in uitgestrekte naaldbossen en gemengde bossen waarin naaldbomen overheersen. Ze komen ook voor in parken en tuinen. Ze zijn minder algemeen in kleinere naaldbossen of in loofbossen. In de bergen komen ze voor tot op tweeduizend meter hoogte.
De eekhoorn komt voor van Europa tot Noordoost-Azië. Hij komt niet voor in Zuid-Spanje en enkele Mediterrane eilanden. Op de Britse Eilanden en in Noord-Italië wordt hij langzaam maar zeker verdrongen door de grotere, zwaardere grijze eekhoorn, die in de jaren 1876–1929 in Engeland werd ingevoerd.

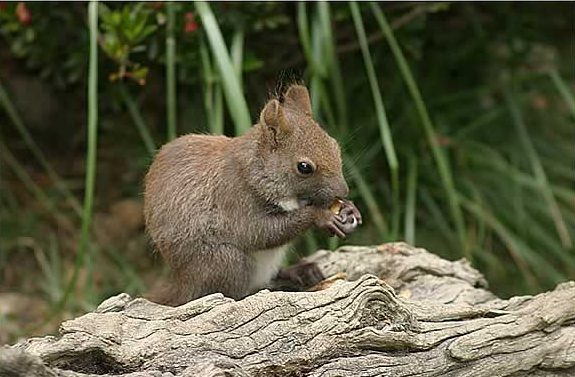
Eekhoorn in Frankrijk
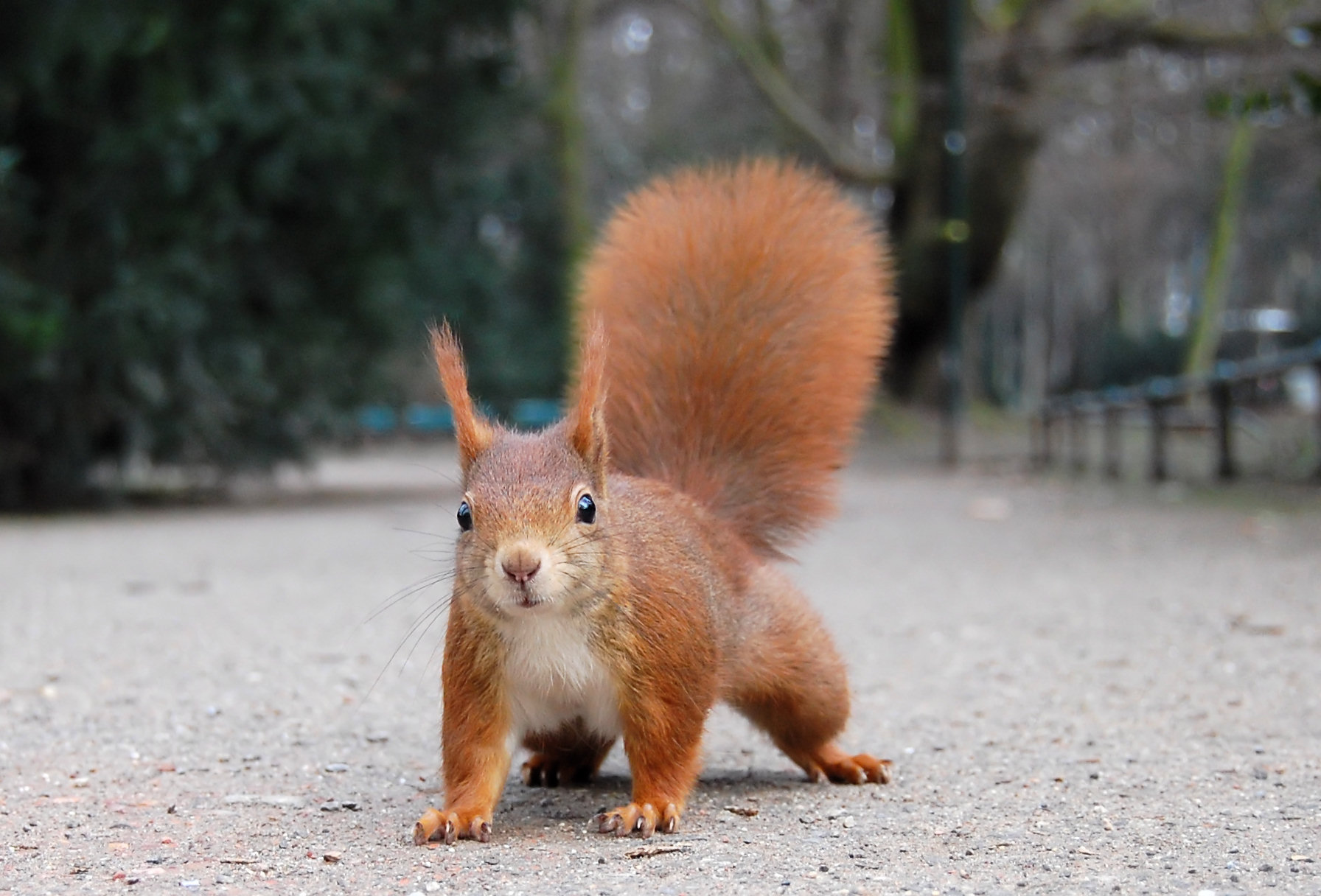
Eekhoorn in de Hofgarten van Düsseldorf

### Waarnemingen in België en Nederland
Zowel in België als Nederland zijn de dieren talrijk, maar in de omgeving van Weert in Nederlands-Limburg werd de rode eekhoorn lange tijd bedreigd door de roodbuikeekhoorn (Callosciurus erythraeus). Een aantal roodbuikeekhoorns ontsnapte eind jaren 1990 uit een dierenwinkel in Weert. Deze eekhoorns leven in grote groepen van acht tot vijftien dieren, terwijl de rode eekhoorn een solitair dier is. Al snel werd de rode eekhoorn verdrongen. Inmiddels zijn er grote aantallen roodbuikeekhoorns gevangen en gesteriliseerd; in de omgeving van Weert komen er nog maar enkele tientallen voor en de rode eekhoorn is hier weer waargenomen. De Nederlandse regering heeft een wet aangenomen die het bezit van de roodbuikeekhoorn verbiedt, alsook het bezit van de grijze eekhoorn (Sciurus carolinensis) en de Amerikaanse voseekhoorn (Sciurus niger), twee andere eekhoornsoorten die een bedreiging voor de rode eekhoorn vormen.

## Ziektes
Eekhoorns kunnen last krijgen van allerlei ongedierte, zoals luizen, vlooien en teken en soms ook van ziektes zoals hondsdolheid.
In augustus en september 2014 werd in Twente een opmerkelijke sterfte onder eekhoorns waargenomen. De vrees bestond dat de sterfte te wijten was aan een parapokkenvirus dat in Groot-Brittannië verantwoordelijk wordt gehouden voor een afname van de populatie eekhoorns met 95% sinds 1950. Dit virus wordt daar verspreid door de grijze eekhoorn, die drager van het virus kan zijn zonder er zelf ziek van te worden. Op 11 oktober 2015 meldde het Dutch Wildlife Health Centre echter dat meer dan de helft van de inderhaast verzamelde kadavers besmet bleek met toxoplasmose. De epidemie leek inmiddels voorbij.

## Toepassingen
In Finland werden eekhoornpelzen voor de invoering van muntgeld gebruikt als betaalmiddel en nog steeds is de uitdrukking "eekhoornpels" (oravannahka) een synoniem voor geld.
Daarnaast worden er penselen van eekhoornhaar gemaakt om vernis mee aan te brengen of om bladgoud mee te hanteren.